# 杏仁厚壳桂
杏仁厚壳桂（学名：Cryptocarya amygdalina）为樟科厚壳桂属下的一个种。

## 扩展阅读
維基物種上的相關：杏仁厚壳桂